# Calendari electrònic
Calendari electrònic és el programari per a gestionar el temps. Aquest programa quan és compartit permet comprovar automàticament a qui crea un esdeveniment de reunió quan poden quedar els participants.
Durant les dècades de 1980 i 1990 es van instal·lar en organitzacions i no van tindre un èxit d'ús. Fins a la dècada del 1990 no es va superar la reticència a l'ús.
Durant la dècada de 1990 aquests programes afegiren més funcionalitats, com els recordatoris i la integració amb el correu.
A finals de la dècada de 1990 i principis de la dècada de 2000 els calendaris col·laboratius o compartits començaren a tindre èxit.
Hi ha calendaris en línia, els quals existeixen des de la dècada de 1980.
Un estudi fet el 2009 va concloure que l'ús d'aquest programari no fa a una persona més organitzada perquè la capacitat demostrada d'organització depèn de la naturalesa de la persona.